# Лутайка (Черниговская область)
Лутайка (укр. Лутайка) — село в Прилукском районе Черниговской области Украины. Население — 104 человека. Занимает площадь 0,973 км². Расположено на реке Ставка (Без названия).
Код КОАТУУ: 7424185802. Почтовый индекс: 17586. Телефонный код: +380 4637.

## География
Расстояние до районного центра:Прилуки : (17 км.), до областного центра:Чернигов (141 км.), до столицы:Киев (135 км.), Ближайшие населенные пункты: Мохновка 2 км, Линовица 3 км, Новая Гребля и Мокляки.

## Власть
Орган местного самоуправления — Новогребельский сельский совет. Почтовый адрес: 17586, Черниговская обл., Прилукский р-н, с. Новая Гребля, ул. Канакина, 27.